# Тарасюк Ігор Григорович
Тарасюк Ігор Григорович (нар. 10 травня 1967, Львів, Українська РСР, СРСР) — український політик, співвласник Миронівського хлібопродукту.
Спільно з Юрієм Косюком був підрядником Нафтогазу в газових бартерних схемах з Туркменистаном.
У 2005–2010 — керівник Державного управління справами в адміністрації президента Віктора Ющенка.

## Життєпис
Народився 10 травня 1967 у Львові.
У 1989 закінчив Львівський політехнічний інститут за спеціальністю «інфрмаційно-вимірювальна техніка» (інженер-електрик).
1989–1992 інженер-електрик заводу «Катіон» (Хмельницький).
1992 — 1993 виконавчий директор комерційно-виробничої фірми «Поступ» (Хмельницький).
1993 — 1994 начальник зовнішньо-економічного відділу, генеральний директор ТОВ «Реммаш» (Хмельницький).
1994 — 1996 заступник голови правління банку «Агрос» (Хмельницький).

## Політична діяльність
1996 — 1998 помічник голови Тернопільської обласної державної адміністрації, начальник управління з питань енергоресурсів та енергозабезпечення, начальник управління матеріально-технічного та енергоресурсів Тернопільської облдержадміністрації.
З березня 1998 по квітень 2002 — Народний депутат України 3-го скликання.
З квітня 2002 по березень 2005 — Народний депутат України 4-го скликання, обраний по виборчому округу № 167 Тернопільська область.
У 2005–2010 — керівник Державного управління справами в адміністрації президента Віктора Ющенка.
З 1988 — член Української Гельсінської спілки. Один із засновників Хмельницької крайової організації НРУ. З 1999 — член Центрального проводу Української народної партії (лідер — Юрій Костенко).
Спільно з Косюком був підрядником Нафтогазу в газових бартерних схемах з Туркменистаном.
Лобіював призначення аграрного міністра Юрія Мельника в трьох урядах.

## Бізнес
Співвласник Миронівського хлібопродукту.

## Кримінальне провадження
22 березня 2017 року Рішенням Печерського суду міста Києва заарештовано помешкання Ігоря Тарасюка на вимогу Генеральної прокуратури України.

## Родина
Дружина Ольга Володимирівна (* 1977). Донька Юлія (* 1996).